# Adoratopsylla bisetosa
Adoratopsylla bisetosa är en loppart som beskrevs av Ewing 1925. Adoratopsylla bisetosa ingår i släktet Adoratopsylla och familjen mullvadsloppor. Inga underarter finns listade i Catalogue of Life.